# Fylker van Noorwegen

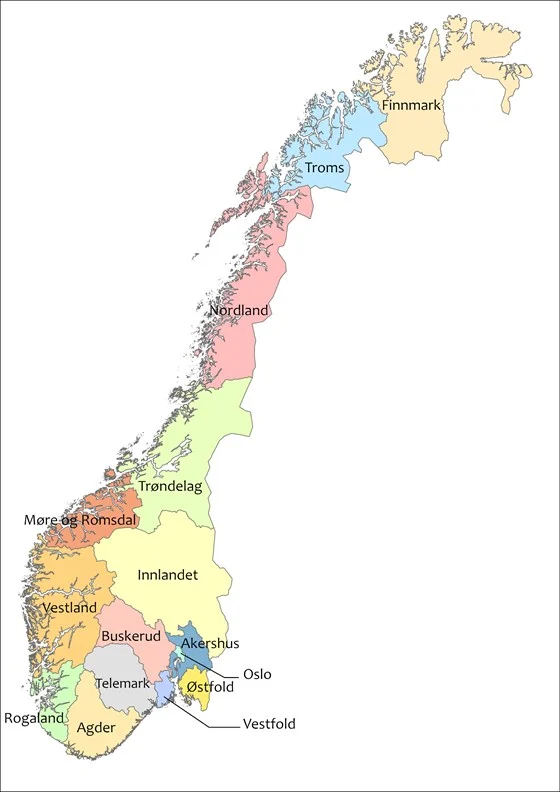
De vijftien fylker van Noorwegen, sinds 2024

Noorwegen is anno 2024 ingedeeld in 15 fylker, regio's die min of meer vergelijkbaar zijn met provincies. De fylke vormt de middelste bestuurslaag, tussen de centrale overheid, gevestigd in Oslo, en de gemeenten.
De Noorse gebieden Spitsbergen (61.022 km²) en Jan Mayen (320 km²) zijn geen onderdeel van een Noorse fylke.
De naam 'fylke' bestaat sinds 1918, maar daarvoor waren er al vergelijkbare indelingen, maar dan onder een andere naam. De indeling in fylker is vele malen gewijzigd.

## Geschiedenis
- Tot 1662 was Noorwegen ingedeeld in len en sysler. Taalkundig zijn er nog steeds sporen van deze indeling te vinden in huidige plaatsnamen. In 1662 werden land-gemeenten, districten, gecombineerd in fogderier en amt, waarvan werd verwacht dat ze uitgaven voor bepaalde maatschappelijke belangen bijdroegen.
- In 1837 werden wetten over het bestuur van een gemeente en de opzet van een door het volk gekozen administratie aangenomen: het Amtsting.
- In 1918 werden de namen veranderd van Amt en Amtsting naar Fylke en Fylkesting.
- 1924: Kristiania Fylke wordt bestuurlijk samengevoegd met Akershus.
- 1935: Kristiania Fylke wordt omgedoopt tot Oslo Fylke, en Møre tot Møre og Romsdal fylke.
- In 1961 werd een wet betreffende de fylkeskommuner aangenomen.
- 1964: gemeenteraden (en stadsraden) krijgen stemrecht voor de provincieraden; hun macht is afhankelijk van het aantal inwoners van de gemeenten/steden. Fylkesordføreren (gekozen door de gemeenten/steden) is de voorzitter voor de zittingen van het bestuur van de provincie, terwijl de Fylkesmann door de staat wordt aangesteld. Noorwegen kent slechts 18 Fylkesmenn omdat Oslo en Akershus er een delen. Normaliter worden deze twee provincies dan ook "De fylkes van Oslo en Akershus" genoemd. Om de zaak nog verder te compliceren, zit op Spitsbergen een door de Koning benoemde Sysselmann, die dezelfde macht heeft als de Fylkesmann.
- 1968: Bergen Fylke wordt samengevoegd met Hordaland (Bergen wordt de hoofdstad van Hordaland).
- 1976: De positie van de fylke krijgt een nieuwe functie (en plaats) in het lokale bestuur. Directe verkiezingen worden ingevoerd, de Fylkesmann gaat uit de provincieraad (Fylkestinget) en is niet langer verantwoordelijk voor het voorbereiden van de onderwerpen ervoor. Het bestuur ligt nu in de handen van de door het volk gekozen leden.
- 2017: De Regionale herindeling van Noorwegen is een project van het kabinet-Solberg met het doel de 19 fylkes terug te brengen tot 11,
- 2018: Nord-Trøndelag en Sør-Trøndelag worden samengevoegd tot de provincie Trøndelag.
- In 2020 werd een aantal provincies samengevoegd:
  - Troms en Finnmark, de meest noordelijk gelegen provincies, worden samengevoegd tot Troms og Finnmark.
  - Hedmark en Oppland fuseren tot de provincie Innlandet.
  - Buskerud, Akershus en Østfold vormen de fusieprovincie Viken.
  - Aust-Agder en Vest-Agder fuseren tot Agder.
  - Sogn og Fjordane en Hordaland worden samengevoegd tot de provincie Vestland.
  - Vestfold en Telemark worden samengevoegd tot Vestfold og Telemark.
- 2022: De bestuurlijke herindeling van 2017 door het kabinet-Solberg deed de gemoederen na de implementatie op 1 januari 2020 flink oplopen. Het rechtse kabinet werd afgestraft bij de Noorse parlementsverkiezingen 2021. De nieuwe centrumlinkse regering-Støre besloot om in het coalitieakkoord op te nemen om fusieprovincies ongedaan te maken als daar een aanvraag voor zou worden gedaan. Dit werd in 2022 uitgewerkt waarbij de terugkeer naar de oude provincies zou doorgaan op 1 januari 2024.
- 2024: Het aantal provincies stijgt van elf naar vijftien door de volgende ongedaanmakingen:
  - Vestfold og Telemark worden opgesplitst in Vestfold en Telemark.
  - Viken wordt opgesplitst in Akershus, Buskerud en Østfold.
  - Troms og Finnmark wordt opgedeeld in Troms en Finnmark.

## Overzicht
Vanaf 2024 kent Noorwegen de volgende provincies (inwoneraantallen 1 januari 2023):
| Fylke (Provincie) | Hoofdstad    | Inwoners  | % van de totale bevolking | Oppervlakte km² | % van de totale oppervlakte | Bevolkingsdichtheid per km² | Taal          |
| ----------------- | ------------ | --------- | ------------------------- | --------------- | --------------------------- | --------------------------- | ------------- |
| Agder             | Kristiansand | 307.231   | 5,6%                      | 16.434          | 5,1%                        | 19                          | geen voorkeur |
| Akershus          | Oslo         | 716.020   | 13,2%                     | 5.894           | 1,8%                        | 121                         | geen voorkeur |
| Buskerud          | Drammen      | 267.060   | 4,9%                      | 14.694          | 4,5%                        | 18                          | geen voorkeur |
| Finnmark          | Vadsø        | 74.112    | 1,4%                      | 48.637          | 15,0%                       | 2                           | geen voorkeur |
| Innlandet         | Hamar        | 371.385   | 6,8%                      | 52.072          | 16,1%                       | 7                           | geen voorkeur |
| Møre og Romsdal   | Molde        | 265.238   | 4,9%                      | 14.356          | 4,4%                        | 18                          | Nynorsk       |
| Nordland          | Bodø         | 241.235   | 4,4%                      | 38.155          | 11,8%                       | 6                           | geen voorkeur |
| Oslo              | Oslo         | 709.037   | 13,0%                     | 454             | 0,1%                        | 1.562                       | geen voorkeur |
| Rogaland          | Stavanger    | 479.892   | 8,8%                      | 9.377           | 2,9%                        | 51                          | geen voorkeur |
| Telemark          | Skien        | 175.546   | 3,2%                      | 15.298          | 4,7%                        | 11                          | geen voorkeur |
| Troms             | Tromsø       | 168.340   | 3,1%                      | 26.189          | 8,1%                        | 7                           | geen voorkeur |
| Trøndelag         | Steinkjer    | 468 702   | 8,6%                      | 42.202          | 13,0%                       | 11                          | geen voorkeur |
| Vestfold          | Tønsberg     | 253.555   | 4,7%                      | 2.168           | 0,7%                        | 117                         | geen voorkeur |
| Vestland          | Bergen       | 636.531   | 11,7%                     | 33.871          | 10,5%                       | 19                          | Nynorsk       |
| Østfold           | Sarpsborg    | 309.161   | 5,7%                      | 4.004           | 1,2%                        | 77                          | geen voorkeur |
| Noorwegen         | Oslo         | 5.443.045 | 100,0%                    | 323.805         | 100,0%                      |                             |               |